# Nippolimnophila kiusiuensis
Nippolimnophila kiusiuensis là một loài ruồi trong họ Limoniidae. Chúng phân bố ở miền Cổ bắc.